# کای هارادا
کای هارادا (ژاپنی: 原田 開؛ زادهٔ ۲ فوریهٔ ۱۹۹۰) یک بازیکن فوتبال اهل ژاپن است.
از باشگاه‌هایی که در آن بازی کرده‌است می‌توان به باشگاه فوتبال شونان بلمار اشاره کرد.